# Gerichtsbezirk Schönstein
Der Gerichtsbezirk Schönstein (slowenisch: Šoštanj) war ein dem Bezirksgericht Schönstein unterstehender Gerichtsbezirk im Bundesland Steiermark. Er umfasste Teile des politischen Bezirks Windischgraz (Slovenji Gradec) und wurde 1919 dem Staat Jugoslawien zugeschlagen.

## Geschichte
Der Gerichtsbezirk Schönstein wurde durch eine 1849 beschlossene Kundmachung der Landes-Gerichts-Einführungs-Kommission geschaffen und umfasste ursprünglich die acht Gemeinden Schönstein, Skalis, St. Egydi bei Schwarzenstein, St. Florian, St. Johann am Weinberge, St. Martin an der Pack, Toposchitz und Wöllan. Der Gerichtsbezirk Schönstein bildete im Zuge der Trennung der politischen von der judikativen Verwaltung ab 1868 gemeinsam mit den Gerichtsbezirken Mahrenberg und Windischgraz den Bezirk Windischgraz.
Der Gerichtsbezirk Schönstein wies 1890 eine anwesende Bevölkerung von 12.893 Personen auf, wobei 12.344 Menschen Slowenisch und 520 Menschen Deutsch als Umgangssprache angaben. 1910 wurden für den Gerichtsbezirk 14.546 Personen ausgewiesen, von denen 13.174 Slowenisch (90,6 %) und 1.319 Deutsch (9,1 %) sprachen.
Durch die Grenzbestimmungen des am 10. September 1919 abgeschlossenen Vertrages von Saint-Germain wurde der Gerichtsbezirk Schönstein zur Gänze dem Königreich Jugoslawien zugeschlagen.

## Gerichtssprengel
Der Gerichtssprengel Schönstein umfasste vor seiner Auflösung die 10 Gemeinden Škale (Skalis), Šoštanj Mesto (Schönstein), Šoštanj Okolica (Schönstein Umgebung), Sveti Andraž nad Polzelo (Sankt Andrae ob Heilenstein), Sveti Florijan pri Šoštanju (Sankt Florian bei Schönstein), Sveti Ilj pri Velenju (Sankt Egidi bei Wöllan), Sveti Janž na Vinski Gori (Sankt Johann am Weinberge), Sveti Martin na Paki (Sankt Martin an der Pack), Topovšca (Topolschitz) und Velenje (Wöllan).